# Ron Cephas Jones
Ron Cephas Jones (8. ledna 1957, Paterson, New Jersey, Spojené státy americké – 19. srpna 2023), známý také jako Ron C. Jones, byl americký filmový, televizní a divadelní herec.

## Kariéra
Jones si zahrál ve filmech jako Nejlepší hráč (1998), Sladký ničema (1999), Half Nelson (2006) a Napříč vesmírem (2007). Několikrát si zahrál na divadelních prknech, například se společností Steppenwolf Theatre v Chicagu v Illinois a v Public Theater v New Yorku.
V roce 2013 se objevil na televizních obrazovkách v seriálu Low Winter Sun a v roce 2015 v seriálu Mr. Robot. Od roku 2016 ho můžeme vidět v seriálu stanice NBC Tohle jsme my v roli Williama Hilla, biologického otce Randalla (Sterling K. Brown), za kterou získal v letech 2018 a 2020 Cenu Emmy za nejlepší mužský herecký výkon v hostující roli (drama).
V roce 2019 se objevil jako Dr. Hyde v minisérii pro Hulu Hledání Aljašky zfilmované podle stejnojmenné knihy spisovatele Johna Greena. V roce 2021 si zahrál profesora Rogera Dashmiela v minisérii pro AppleTV+ Lisey a její příběh, zfilmované podle stejnojmenné knihy Stephena Kinga, jenž k minisérii napsal i scénář a zastával roli výkonného producenta.

## Osobní život
Se zpěvačkou Kim Lesle měl dceru, která se také živí herectvím, Jasmine Cephas Jones.
Zemřel 19. srpna 2023 ve věku 66 let.

## Filmografie

### Film
| Rok  | Název                              | Role          | Poznámky            |
| ---- | ---------------------------------- | ------------- | ------------------- |
| 1994 | Murder Magic                       | Buddy Dixon   |                     |
| 1996 | Naked Acts                         | Joel          |                     |
| 1998 | Nejlepší hráč                      | Guard Burwell |                     |
| 1999 | Sladký ničema                      | Alvin         |                     |
| 2001 | Little Senegal                     | Westley       |                     |
| 2001 | Day in Black and White             | Sám sebe      |                     |
| 2002 | Zákon gangu                        | Ice           |                     |
| 2004 | Anonymous                          | Frank         | krátkometrážní film |
| 2004 | The Ballad of Pinto Red            | Earl House    | krátkometrážní film |
| 2005 | Carlitova cesta: Zrození gangstera | Aktivista     | video film          |
| 2005 | On the One                         | Pug           |                     |
| 2006 | Half Nelson                        | Pan Dicskon   |                     |
| 2007 | Napříč vesmírem                    | Černý panter  |                     |
| 2010 | Ashes                              | Floyd         |                     |
| 2012 | Watching TV with the Red Chinese   | Little        |                     |
| 2013 | Titus                              | Titus         |                     |
| 2014 | Poslední K.O.                      | Ray Ellington |                     |
| 2014 | O myších a lidech                  | Crooks        | divadelní záznam    |
| 2018 | Dog Days                           | Walter        |                     |
| 2018 | Venom                              | Jack          |                     |
| 2018 | The Holiday Calendar               | dědeček       |                     |
| 2018 | Jmenuju se Dolemite                | Ricco         |                     |

### Televize
| Rok        | Název                            | Role                      | Poznámky                            |
| ---------- | -------------------------------- | ------------------------- | ----------------------------------- |
| 1996       | New York Undercover              | James Farris              | díl:„Blue Boy“                      |
| 1996–1997  | Zákon a pořádek                  | Roland Books/Frank Doyle  | 2 díly                              |
| 1999       | Krutá daň                        | Jean Claude               | televizní film                      |
| 2003       | Na mou čest                      | Ramon Detonq              | televizní film                      |
| 2006       | Zákon a pořádek: Zločinné úmysly | Reggie Banks              | díl:„Dramma Giocoso“                |
| 2008       | Zatmění slunce                   | Willy Harris              | televizní film                      |
| 2012       | Okrsek 22                        | Arthur Anson              | díl:„Schooled“                      |
| 2013       | Low Winter Sun                   | Reverend Lowdown          | 3 díly                              |
| 2014       | Černá listina                    | Dr. James Covington       | díl: „Dr. James Covington (No. 89)“ |
| 2015       | Banshee                          | Frazier                   | 2 díly                              |
| 2015–2016  | Mr. Robot                        | Romero                    | 9 dílů                              |
| 2016–2017  | The Get Down                     | Winston Kipling           | 5 dílů                              |
| 2016–2018  | Luke Cage                        | Bobby Fish                | 13 dílů                             |
| 2016–dosud | Tohle jsme my                    | William Hill              | hlavní role, 24 dílů                |
| 2019       | Hledání Aljašky                  | Dr. Hyde                  | hlavní role                         |
| 2019       | Truth Be Told                    | Leander „Shreve“ Scoville | hlavní role                         |
| 2021       | Lisey a její příběh              | Profesor Roger Dashmiel   |                                     |

### Divadlo
| Rok  | Název                         | Role                  | Poznámky                                                              |
| ---- | ----------------------------- | --------------------- | --------------------------------------------------------------------- |
| 1995 | Holiday Heart                 | Silas/Jericho         | New York City Center-Stage I                                          |
| 1999 | Everybody's Ruby              | Kobercář              | Joseph Papp Public Theater/Anspacher Theatre                          |
| 2000 | Jesus Hopped the A train      | Lucius Jenkins        | East 13th Street/CSC Theatre                                          |
| 2003 | Our Lady of 121st Street      | Rooftop               | Union Square Theatre nominace – Lucille Lortel Award                  |
| 2004 | Gem of the Ocean              | Eli / Solly Two Kings |                                                                       |
| 2004 | Richard III                   | George/Lord Mayor     | Joseph Papp Public Theater/Martinson Hall                             |
| 2006 | Two Trains Running            | Wolf                  | Peter Norton Space nominace – Lucille Lortel Award                    |
| 2006 | Satellites                    | Reggie                | Joseph Papp Public Theater/Martinson Hall                             |
| 2006 | The Wooden Breeks             | Toom                  | Lucille Lortel Theatre                                                |
| 2007 | The Overwhelming              | Joseph Gasana         | Laura Pels Theatre                                                    |
| 2009 | Wildflower                    | Mitchell              | McGinn-Cazale Theatre                                                 |
| 2011 | The Motherfucker with the Hat | Ralph D.              |                                                                       |
| 2011 | Titus Andronicus              | Aaron                 | Joseph Papp Public Theater/Anspacher Theater                          |
| 2012 | Hurt Village                  | Tony C                | Pershing Square Signature Center-The Romolus Linney Courtyard Theatre |
| 2012 | Storefront Church             | Chester Kimmich       | Linda Gross Theater                                                   |
| 2012 | Richard III                   | Richard               | Joseph Papp Public Theatre/LuEsther Hall                              |
| 2014 | O myších a lidech             | Crooks                |                                                                       |
| 2015 | Between Riverside and Crazy   | Junior                | Second Stage Theatre                                                  |

## Ocenění a nominace
| Rok  | Ocenění                              | Kategorie                                        | Práce         | Výsledek  |
| ---- | ------------------------------------ | ------------------------------------------------ | ------------- | --------- |
| 2017 | Gold Derby Awards                    | nejlepší seriálový herec ve vedlejší roli: drama | Tohle jsme my | nominace  |
| 2017 | Black Reel Awards                    | nejlepší seriálový herec ve vedlejší roli: drama | Tohle jsme my | vítězství |
| 2017 | Cena Emmy                            | nejlepší seriálový herec ve vedlejší roli: drama | Tohle jsme my | nominace  |
| 2017 | Online Film & Television Association | nejlepší seriálový herec ve vedlejší roli: drama | Tohle jsme my | nominace  |
| 2018 | Screen Actors Guild Awards           | nejlepší obsazení                                | Tohle jsme my | vítězství |
| 2018 | Gold Derby Awards                    | nejlepší seriálový herec v hostující roli: drama | Tohle jsme my | nominace  |
| 2018 | Black Reel Awards                    | nejlepší seriálový herec v hostující roli: drama | Tohle jsme my | vítězství |
| 2018 | Online Film & Television Association | nejlepší seriálový herec v hostující roli: drama | Tohle jsme my | nominace  |
| 2018 | Cena Emmy                            | nejlepší seriálový herec v hostující roli: drama | Tohle jsme my | vítězství |
| 2019 | Cena Emmy                            | nejlepší seriálový herec v hostující roli: drama | Tohle jsme my | nominace  |